# هاها هيريز
هاها هيريز هو مسلسل تلفزيوني بريطاني من إخراج مارتن فرانكس وإنتاج شركة اداسترى الإبداعية في عام 2011 تم عرضه على فقرة كارتونيتو في المملكة المتحدة وايطاليا في 07 يوليو 2012 ويتكون المسلسل من 52 حلقة مدة كل منها تكون 25 دقيقة.

## روابط خارجية
- هاها هيريز على موقع IMDb (الإنجليزية)